# Ztraceni (Hvězdná brána: Hluboký vesmír)
Ztraceni (v anglickém originále Lost) je patnáctá epizoda 1. řady americko-kanadského sci-fi seriálu Hvězdná brána: Hluboký vesmír. Přímo navazuje na epizodu Člověk.

## Popis děje
Seržant Hunter Reily prohledává pomocí KINA planety, aby mohli zachránit tým uvězněný v ruinách na planetě.
Mezitím se Eli Wallace, Chloe Armstrongová, Ronald Greer a Matthew Scott pokusí vyprostit z podzemních ruin. Seržant Greer se oddělí od ostatních tří a sesype se na něj strop. Ostatní věří, že je mrtvý a tak jej zanechají v ruinách. Greer však přežil a podaří se mu z ruin vyprostit. Scott, Eli a Chloe se rozhodnou pomocí Hvězdné brány jít na jinou planetu, aby našli Destiny. Greer však tým již nestihne a zůstává na planetě.
Mezitím se na Destiny začínají vypínat některé systémy. Dr. Nicholas Rush zjistí, že se Destiny blíží k hranici galaxie, a že po jejím opuštění se nebude možné vrátit k záchraně pohřešovaných. Na ošetřovně hovoří Young s TJ a omlouvá se, že je příliš zaměstnaný. T.J. mu váhavě sdělí, že je asi 22 týdnů v jiném stavu, že je Young otcem a že zamýšlí si dítě nechat.
Tým z Destiny zatím prochází planety, aby pohřešované našli, přičemž se rozdělí ještě na dva týmy, aby jim to šlo rychleji. Nakonec byl týmem poručíka Jamesové nalezen seržant Greer a vrací se na loď.
Tým zanechaný na planetě prochází z planety na planetu, ale zjistí, že jdou opačným směrem než je Destiny. Nakonec se dostanou na planetu, kde byl zanechán Dr. Rush. Z počítače mimozemské lodi zjistí, jak se dostat na planetu co nejblíže k Destiny. Jakmile dorazí na planetu, zjistí, že je Destiny v dosahu. Elimu se však nedaří s lodí spojit, protože již přešla do FTL.
Na palubě Destiny, vyhledá Reily Greera a chce, aby mu řekl co se stalo na planetě. Greer však o tom nechce mluvit. Greer zavírá dveře své kajuty a sedí zachmuřený na posteli.